# Myxodagnus sagitta
Myxodagnus sagitta är en fiskart som beskrevs av Myers och Wade, 1946. Myxodagnus sagitta ingår i släktet Myxodagnus och familjen Dactyloscopidae. IUCN kategoriserar arten globalt som sårbar. Inga underarter finns listade i Catalogue of Life.